# Sporminore
Sporminore település Olaszországban, Trento megyében. Lakosainak száma 715 fő (2023. január 1.). Sporminore Campodenno, Spormaggiore és Ton községekkel határos.

## Népesség
A település népességének változása:
| Lakosok száma | 712  | 707  | 715  |
|               | 2017 | 2018 | 2023 |